# Krisztus töviskoronázása (Caravaggio, Bécs)
A Krisztus töviskoronázása című Caravaggio-kép a Bécsi Szépművészeti Múzeum gyűjteményének része.

## Története
A festményt 1810-ben vásárolta meg Ludwig von Lebzeltern báró, a Habsburg Birodalom római nagykövete. Az alkotás 1816. április 16-án érkezett meg Bécsbe. A kép Vincenzo Giustiniani 16-17. századi itáliai bankár híres gyűjteményébe tartozott. A kollekcióban, több száz egyéb műkincs mellett, tizenöt Caravaggio-kép volt. A gyűjtemény leltára szerint a töviskoszorú Jézus fejére helyezését ábrázoló kép supraporte volt, vagyis olyan alkotás, amelyet ajtó fölé szántak.
A kép eredetiségét korábban megkérdőjelezték, úgy gondolták, hogy egy elveszett Caravaggio-alkotás római vagy nápolyi variációja, de a mai szakértői álláspont szerint a mű valóban a barokk mester alkotása. Egyrészt dokumentumok kerültek elő a képről, másrészt a vizsgálatok rámutattak a Caravaggio munkamódszerét jellemző jegyekre, így például a kontúrvonalak erőteljes kihúzására. A kép keletkezésének ideje nem ismert, a szakértők 1603 körülire teszik. A vászon mérete 127 × 166,5 centiméter, bekeretezve 156 × 196 centiméter, míg a keret vastagsága 12 centiméter.
A kép a János evangéliumában szereplő jelenetet ábrázolja, amikor a római katonák töviskoszorút húznak Jézus fejére: Erre Pilátus előhozatta Jézust és megostoroztatta. A katonák töviskoszorút fontak, a fejére tették, és bíborszínű köntöst adtak rá. Aztán elé járultak, és így gúnyolták: „Üdvözlégy, zsidók királya!” Majd arcul ütötték.